# Eugène Tirvert

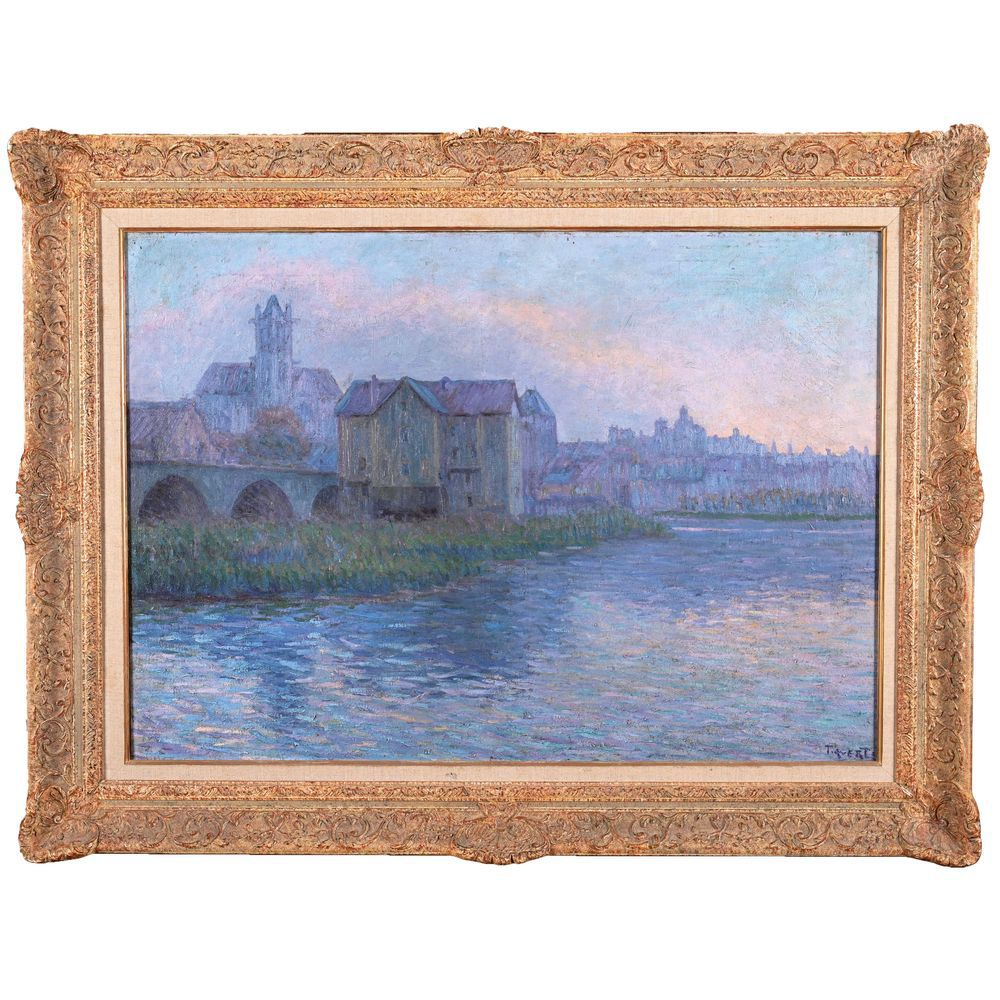
Die alte Mühle von Meaux, 1921

Eugène Tirvert (* 19. November 1881 in Rouen; † 20. Februar 1948 ebenda) war ein französischer Maler der École de Rouen.

## Leben

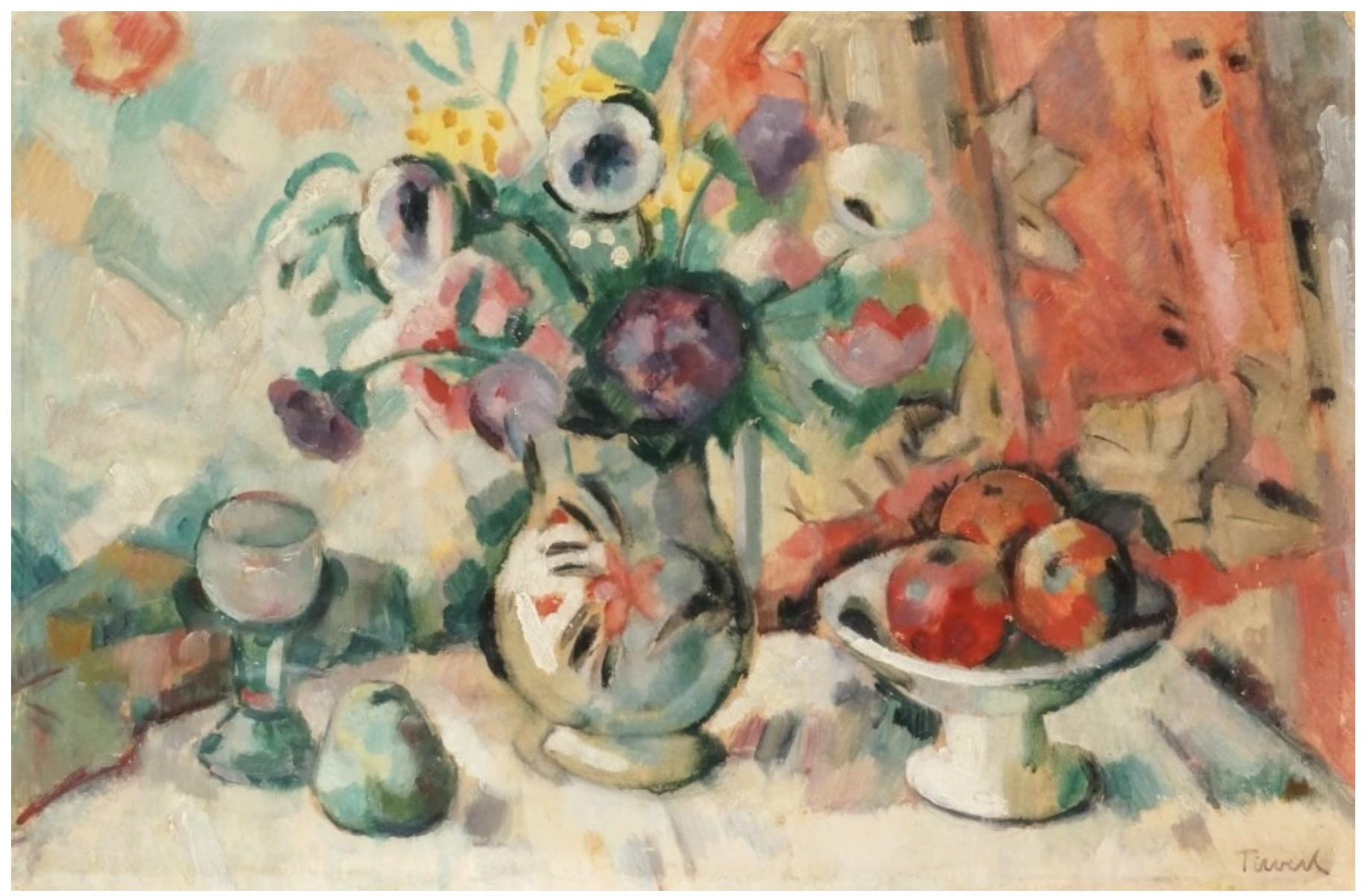
Vase mit Anemonen und Obstschale, ca. 1910

Eugène Tirvert war der uneheliche Sohn von Eugénie Tirvert, einer 30-jährigen Köchin. Nach seiner Schulzeit besuchte er die École des Beaux-Arts, wo er von Eugène Delattre beeinflusst wurde. Am 10. Dezember 1904 heiratete er in Rouen Berthe Poirier. Bald schloss er sich der Gruppe der XXX an, deren erste Ausstellung vom 29. Oktober bis zum 12. November 1907 im Salle Legrip stattfand. Unter den 20 Malern, die dort vertreten waren, befanden sich André Derain, Raoul Dufy, Othon Friesz, Albert Marquet, Henri  Matisse und Maurice de Vlaminck.
Eugène Tirvert stellt zwei Werke aus, die in der Zeitschrift Le Journal de Rouen positiv besprochen werden. Er beteiligt sich auch an der Gestaltung eines Almanachs für 1908 und illustriert ein Gedicht von Charles Théophile Féret. Seine Teilnahme am zweiten Salon des Artistes Rouennais 1909 zeigt bereits eine Abkehr von Delattres Einfluss und einen eigenen Stil.
Im Januar 1909 stellt Eugène Tirvert in einer Ausstellung in Rouen aus, wo seine Werke von der Presse gelobt werden. Er wird Mitglied des Komitees der Société de Peinture Moderne und nimmt an mehreren Ausstellungen teil, darunter die erste im Dezember 1909.

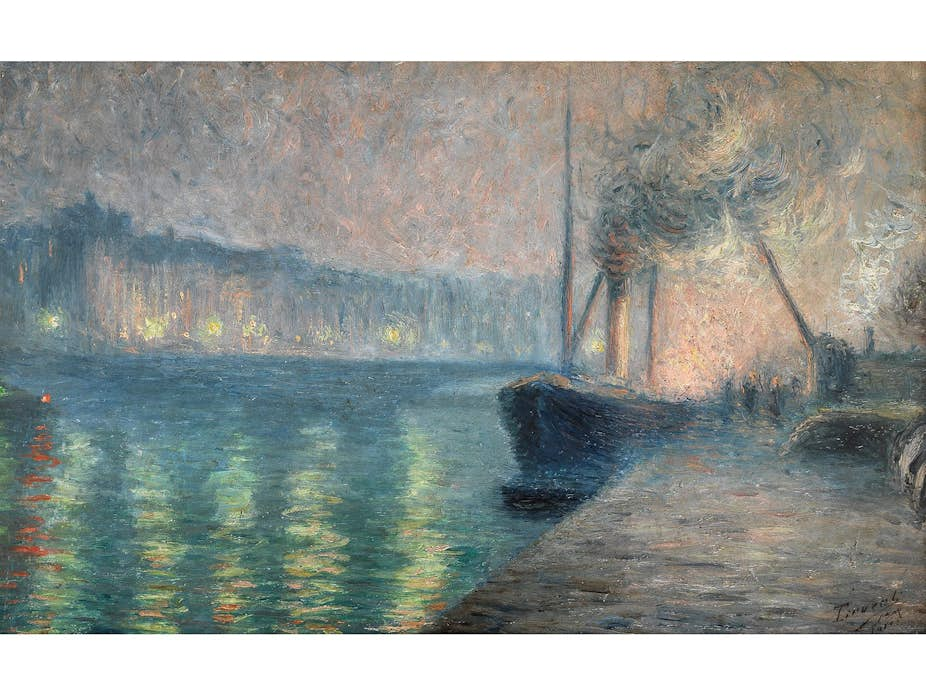
Blick auf die Seine in Paris, 1902

Im Januar 1910 heiratet Eugène Tirvert erneut, diesmal Marie Ferret, und lässt sich in Blainville-Crevon nieder. Er nimmt weiterhin an verschiedenen Ausstellungen teil, darunter der Salon des Artistes Rouennais und die Société Normande de Peinture Moderne, wo er für seine stilistische Entwicklung und seinen einzigartigen künstlerischen Ausdruck Anerkennung findet.
Während des Ersten Weltkriegs war Eugène Tirvert vom Militärdienst befreit und nahm an mehreren Wohltätigkeitsausstellungen für Soldaten teil. Eines seiner Werke wurde vom Staat angekauft. Nach dem Krieg setzte er seine künstlerische Tätigkeit fort und stellte regelmäßig in Rouen und Paris aus. Seine Werke werden von der Presse und den Kunstkritikern gelobt.
In den 1920er Jahren gewinnt Eugène Tirvert zunehmend an Anerkennung. Er stellte in der Galerie Moderne aus und zeigte eine Vielzahl von Werken, darunter Landschaften, Stillleben und Motive aus der Bretagne. Sein Stil zeichnete sich durch kräftige Farben und harmonische Kompositionen aus. Rr nahm weiterhin an verschiedenen Salons und Ausstellungen teil und erlangte mit der Zeit einen festen Platz in der Kunstwelt.
In den 1930er Jahren zog er sich mehr nach Blainville-Crevon zurück, wo er weiterhin malte und ausstellte. Seine Werke wurden von Sammlern geschätzt und er erlangte internationale Anerkennung.
Der Zweite Weltkrieg bedeutete einen Wendepunkt in Eugène Tirverts Leben. Im Jahr 1940 wurde sein Haus von deutschen Soldaten zerstört und er verlor einen Großteil seines Besitzes und seiner Werke. Im Juni 1941 nimmt er mit Léonard Bordes, Pierre Le Trividic, Maurice Louvrier, Robert Antoine Pinchon, Michel Frechon und Adrian Segers an „Rouen et l'Exode“ (Rouen und der Exodus) teil und malt ein melancholisches und düsteres Bild. Traurig und niedergeschlagen, ist er am Ende des Krieges geschwächt und malt noch ein wenig. Anfang 1948 wird er ins Krankenhaus von Rouen eingeliefert, wo er am 20. Februar stirbt.

## Werk und Persönlichkeit
Tirverts Werk ist dem von Robert Pinchon chronologisch sehr ähnlich. Beide waren geborene Koloristen. Von 1909 bis 1914 schuf Eugène Tirvert auf Anregung von Pierre Dumont und der Société Normande de Peinture Moderne Bilder von geradezu erstaunlichem Farbenreichtum; seine Suche nach einer malerischen Synthese, insbesondere in seinen Stillleben, führt zu einigen Werken von sehr hoher Qualität. Analog zu Marcel Couchaux und Narcisse Guilbert führte auch bei ihm die Isolation nach dem Krieg zu einem Mangel an Anregungen und Kontakten, was einen Mangel an neuen Ideen zur Folge hatte. Der Brand des Ateliers im Jahr 1940 zerstörte einige der charakteristischen Werke dieser Periode.
Die Anzahl der Werke ist relativ gering. Es handelt sich um etwa 1000 bis 1200 Ölgemälde, mehrere hundert Aquarelle, einige Pastelle und Zeichnungen. Eugène Tirvert, der zusammen mit seinem Freund Robert Pinchon an der École des Beaux-Arts studierte, war ein gebildeter Mann. Sein Wirken war von entscheidender Bedeutung für die Gründung der Société Normande de Peinture Moderne sowie für die Konzeption und Realisierung von fünf Ausstellungen in Rouen. Großzügig unterstützt er Pierre Dumont bei diesen Veranstaltungen, und sein Haus in Blainville wurde von zahlreichen Künstlern besucht: Marcel Couchaux, Jacques Villon, Pierre Dumont, Francis Yard, Maurice Louvrier. Er war nicht auf Ruhm aus und hatte keine Einzelausstellung in Paris.